# Susteren
Susteren (Limburgs: Zöstere) is een stadje in de gemeente Echt-Susteren, provincie Limburg (Nederland). Susteren telt op 1 januari 2023 7.970 inwoners en heeft een oppervlakte van ongeveer 28,34 km².

## Geschiedenis

### Archeologische vondsten
De oudste archeologische vondsten in Susteren dateren uit de prehistorie. Zo is gebleken dat in de wijk "In de Mehre" een nederzetting uit de IJzertijd moet zijn geweest. Die werd mogelijk voorafgegaan door bewoning tijdens de Bronstijd. Uit de Romeinse periode (na het begin van de jaartelling) zijn in Susteren en omgeving diverse vondsten gedaan. In de jaren vijftig van de 20ste eeuw is aan de noordzijde van de middeleeuwse kern van Susteren een Romeins grafveld gevonden. Een nederzetting uit de overgang van de Laat-Romeinse tijd naar de Vroege Middeleeuwen is opgegraven bij het ten westen van Susteren gelegen Holtum. Ook bij de opgraving van de middeleeuwse abdij in 1991-1993 zijn vondsten uit de IJzertijd en Romeinse tijd gedaan. Het gaat vooral om aardewerkscherven die gevonden zijn in de beek, die langs de abdij stroomde. Mogelijk gaat het in de 8ste eeuw door Pepijn aan Willibrord geschonken landgoed terug tot een Romeinse villa. Sporen van de gebouwen van een villa zijn echter niet gevonden. Bij de opgraving zijn resten van de abdij gevonden in de vorm van sporen van houten gebouwen (8ste/10de eeuw), funderingen van stenen gebouwen (11de/ 19de eeuw), waterputten, beerputten, ovens en ruim honderd begravingen(8ste/11de eeuw). Het klooster lag aan de noordzijde van de Sint-Amelbergabasiliek, die net als het klooster eerst aan Salvator was gewijd. Het oudste klooster is qua plattegrond verwant aan 7de- en 8ste-eeuwse kloosters uit Northumbrië (Jarrow, Monkwearmouth), het gebied waar Willibrord vandaan kwam. Het Salvatorpatrocinium wordt ook door een door Willibrord gestichte kerk in Utrecht gedragen.

### Geschiedenis
Op 2 maart 714 werd door Pepijn van Herstal een abdij gesticht in Susteren, door het domein bij de beek Suestra te schenken aan Willibrord, de abdij van Susteren. De abdij werd eerst bewoond door monniken en vanaf de late 9e eeuw door nonnen. In de 13e eeuw werd het een stift voor rijke kanunnikessen. In de Franse tijd werd het klooster gesloten en kort daarna afgebroken. De huidige Sint-Amelbergabasiliek gaat terug op de latere romaanse kerk van deze abdij. In 900 werd koning Zwentibold hier begraven. Susteren is al eeuwen een bedevaartoord voor mensen met gebitsproblemen en iedere zeven jaar vindt er een heiligdomsvaart plaats.
De schepenen van Susteren komen voor het eerst voor op 14 september 1260. In dat jaar kwam Susteren in bezit van het Graafschap Gelre. Susteren verkreeg al in 1276 stadsrechten door Reinoud I van Gelre. De oudste akte van de schepenbank is van 29 december 1312. In 1385 werd melding gemaakt van een omwalling en omgrachting, welke laatste gevoed werd door de Roode Beek. Tot 1801 was Susteren hoofdplaats van het Landdekenaat Susteren. Van 1400-1794 behoorde Susteren tot het Hertogdom Gulik.
Begin 19e eeuw werd de omwalling afgebroken en einde 19e eeuw ontstond enige lintbebouwing buiten de voormalige omwalling, vooral in noordoostelijke richting.

## Indeling en bevolking
Susteren is onderverdeeld in de wijken en buurten Heide, Feurth, 't Heuls, Oud-Susteren, Opkoye, de Driehoek, In de Mehre, Middelveld en Munsterveld. Daarnaast hoort de landelijke buurtschap Baakhoven bij Susteren.
Onderstaande tabel weergeeft de demografische evolutie van Susteren tussen 1995 en 2021 (afgerond op tientallen).
| 1995 | 1997 | 1999 | 2001 | 2003 | 2005 | 2007 | 2008 | 2011 | 2019 | 2021 | 2023 |
| ---- | ---- | ---- | ---- | ---- | ---- | ---- | ---- | ---- | ---- | ---- | ---- |
| 7040 | 7020 | 7010 | 7030 | 7000 | 7270 | 7410 | 7380 | 7420 | 8090 | 8000 | 7970 |

## Economie
In 1917 werd ten oosten van Susteren een groot spoorwegemplacement geopend ten behoeve van het steenkooltransport vanuit de zojuist geopende steenkoolmijnen. Hier werden de kolentreinen samengesteld die in noordelijke richting reden en onder meer de kolenhandelaren van hun product voorzagen. Na de mijnsluitingen werd dit emplacement, na enkele jaren onder andere te zijn gebruikt als opstelterrein, in 1989 gesloten en enkele jaren later opgebroken. De wagenwerkplaats sloot in 1999.
Gebleven is: station Susteren. Bedrijvigheid vindt plaats op de bedrijventerreinen Wolfskoul (19 ha) in het noorden en Dieterderweg (21 ha) in het noordwesten.
Susteren is een centrumgemeente met diverse voorzieningen (winkels, horeca).

## Bezienswaardigheden
- De Sint-Amelbergabasiliek, van oorsprong 11e eeuw.
- De Onze-Lieve-Vrouw Onbevlekt Ontvangenkerk
- De Lourdeskapel aan de Elzenweg, bakstenen kapel met achter hekwerk een Lourdesgrot
- De Mariakapel in de buurt Heide
- De Lourdesgrot in de buurt Heide

Zie ook
- Lijst van rijksmonumenten in Susteren

## Natuur en landschap
Susteren ligt op een hoogte van ongeveer 31 meter. Natuurgebieden in de omgeving zijn: IJzerenbos in het oosten, 't Hout in het zuiden, het Taterbos in het noorden en het Körbusch (Keurbos) in het zuidwesten. Waterlopen zijn de Roode Beek, die vlak ten zuiden van het stadje in noordwestelijke richting loopt; en de Vloedgraaf die, iets zuidelijker, eveneens in noordwestelijke richting loopt. Ten noordoosten van Susteren loopt de Middelsgraaf.

## Geboren
- Herman Vrehen (1962), politicus en bestuurder
- Kiki Coumans (1971), vertaler en publicist

## Nabijgelegen kernen
Dieteren, Holtum, Nieuwstadt, Isenbruch, Schalbruch, Koningsbosch, Pey, Slek